# Sandor Stern
Sandor Stern (nacido el 13 de julio de 1936 en Timmins, Ontario) es un escritor, guionista y director de cine canadiense. Es conocido por la películas de horror Terror en Amityville (1979), en la que participó, una película que se ha vuelto un clásico.

## Vida y carrera
Fue criado en la pequeña ciudad de Prescott, Ontario. Sandor Stern se sintió atraído por la escritura de cuentos cortos mientras estaba en la escuela secundaria y comenzó a escribir obras teatrales mientras asistía a la Universidad de Toronto. Al principio estudió bajo el consejo de tío médico suyo medicina convencido de que podría ofrecer más experiencias de participación para un aspirante a escritor. Por ello, Stern se matriculó en la Escuela de Medicina de la Universidad de Toronto. Durante su educación, continuó escribiendo, cambiando a guiones de televisión, y vendiendo su primer guion a Canadian Broadcasting Corporation antes de su graduación en 1961. 
Estableciendo una práctica privada en Toronto, Stern continuó escribiendo; agregando escritura de canciones y dibujo de variedad a sus créditos. Durante los siguientes cinco años, escribió numerosos espectáculos para el CBC hasta que la demanda de su trabajo le permitió renunciar a la práctica de la medicina y dedicar tiempo completo a la escritura. Decidiendo probar suerte en Hollywood, Stern llegó a Los Ángeles e inmediatamente consiguió un trabajo para escribir un episodio de la NBC, «Bold Ones, The». Pasó rápidamente a otros dramas episódicos. Su producción de películas para televisión comenzó en 1976 con The Strange and Deadly Occurrence (1974). En 1979 The Seeding of Sarah Burns fue su primera tarea de director. Desde entonces, ha escrito y / o dirigido más de 35 películas, incluidos los guiones de tres largometrajes; Terror en Amitvillie (1979), La oportunidad de su vida (1979) (ganador del Premio NAACP Image 1978 al mejor guion) y Pin (1988) (que también dirigió). 
Hoy en día continúa escribiendo cuentos cortos. En su libro más reciente The Karma Chronicles publicó sus nueve cuentos cortos más recientes. También es miembro del American Writers Guild, American Directors Guild y del American Producers Guild. Stern está casado con Kandy Stern, artista, diseñador de producción y productor, con quien coescribió y coprodujo la película de NBC, No me mientas (1991) y coprodujo la película de USA Cable, Jericho Fever (1993). Antes estuvo casado con Marlene Greenstein. Además de estar casado 2 veces Stern tiene además 4 hijos y 3 hijos adoptados.

## Filmografía (selección)

### Director
- 1986: Asesino (Special Terminator CIA)
- 1988: Inocencia rota (Dead and White)
- 1989: Amityville IV: La fuga del diablo (Amityville Horror; película para televisión)
- 1990: El sendero de la sospecha (Web of deceit)
- 1990: ¿Violación consentida? (Without Her Consent)
- 1992: Dobles asesinos (Duplicates)
- 1993: Arma invisible (Jericho Fever; película para televisión)
- 1995: Junto a un extraño (The Stranger Beside Me)
- 1996: Abuso de autoridad (Badge of Betrayal)

### Guionista
- 1977: Alerta roja (Red Alert)
- 1977: El asesino está a bordo (Killer on Board)
- 1979: Terror en Amityville (The Amityville Horror)
- 1982: Memorias no mueren (Memories never die)
- 1985: Sexpionaje (Secret Weapons; película para televisión)
- 1986: Asesino (Special Terminator CIA)
- 1990: El sendero de la sospecha (Web of deceit)
- 1993: Arma invisible (Jericho Fever; película para televisión)
- 2008: Trágica obsesión (You Belong To Me; película para televisión)